# Kilingi-Nõmme
Kilingi-Nõmme este un oraș (linn) în Județul Pärnu, Estonia.

## Populație
În urma recensământului efectuat în 2011, populația orașului este de 1763 de persoane.
| An        | 1900     | 1928 | 1934 | 1959 | 1970 | 1979 | 1989 | 2000 | 2003 | 2006 | 2008 | 2010 |
| Populație | cca. 500 | 1422 | 1663 | 2141 | 2319 | 2507 | 2504 | 2223 | 2207 | 2144 | 2106 | 2082 |